# Radoslava Bachvarova
Radoslava Bachvarova est une joueuse bulgare de basket-ball née le 19 janvier 1987 à Roussé (Bulgarie).

## Biographie
Elle arrive en France en novembre 2011 pour suppléer la blessure de Clémence Beikes. Cependant, elle se blesse en février et est remplacée par Aleksandra Vujovic.
En octobre 2012, elle succède à l’Ukrainienne Kateryna Dorohobouzova, coupée après deux journées de championnat pour rendement insuffisant à Arras.
Ayant refusé la sélection pour l'équipe nationale en vue des qualifications pour le championnat d'Europe 2015, elle est suspendue pour un an par la FIBA Europe, la fédération bulgare ayant précédemment décidé de sanctions de deux ans de suspension en équipe nationale, de 15 matches en championnat national et d'une saison de compétition européennes en club. Mais cette sanction est levée par la Fédération internationale de basket-ball fin décembre 2013.
Pour la saison 2020-2021, elle revient en France en Ligue 2 pour Montbrison.

## Clubs
- 2004-2005:  Usce
- 2007-2009:  Rams de VCU (NCAA)
- 2009-2011:  Dunav Econt Roussé
- 2011-2011:  Levski Sofia
- Nov 2011-2012:  Saint-Amand Hainaut Basket
- 2012-2013 :  Arras Pays d'Artois Basket Féminin
- 2018-2020 :  Beroe
- 2020 :  Montbrison

## Palmarès
- Vainqueur de la Coupe de Bulgarie en 2010